# Ľubomír Kvačkaj
Ľubomír Kvačkaj (* 18. března 1958) je bývalý slovenský fotbalista, záložník.

## Fotbalová kariéra
Začínal v Brezně, v 17 letech byl již kapitánem druholigového týmu. V roce 1976 přestoupil jako velký talent do ligového týmu Bohemians. V československé lize hrál za Bohemians Praha a Tatran Prešov. Nastoupil v 21 ligových utkáních. Gól v lize nedal. V nižších soutěžích hrál i za Mostáreň Brezno, VTJ Tachov a LB Spišská Nová Ves.

## Ligová bilance
| Ročník                                      | Zápasy | Góly | Minuty | Klub                |
| ------------------------------------------- | ------ | ---- | ------ | ------------------- |
| 1. československá fotbalová liga 1976/77    | 11     | 0    | 702    | Bohemians Praha     |
| Česká národní fotbalová liga 1978/79        | -      | -    | -      | VTJ Tachov          |
| 1. československá fotbalová liga 1980/81    | 10     | 0    | 572    | Tatran Prešov       |
| 1. slovenská národní fotbalová liga 1981/82 | 10     | 1    | -      | LB Spišská Nová Ves |
| CELKEM 1. liga                              | 21     | 0    | 1 274  |                     |